# 湖北地桃花
湖北地桃花（学名：Urena lobata var. henryi）为锦葵科梵天花属下的一个变种。

## 扩展阅读
- 維基物種上的相關：湖北地桃花